# Chelonus curvimaculatus
Chelonus curvimaculatus är en stekelart som beskrevs av Cameron 1906. Chelonus curvimaculatus ingår i släktet Chelonus och familjen bracksteklar. Inga underarter finns listade i Catalogue of Life.